# The Rose Table of Perfect
The Rose Table of Perfect (La taula de roses del perfecte) és una obra d'art de James Lee Byars destacada com una de les 100 més importants de la col·lecció del Institut Valencià d'Art Modern. Es tracta d'una esfera de porexpan composta per 3333 roses vermelles.
Es va crear en 1989 per ser exhibida en el MoMA de Nova York, i després es va instal·lar en altres centres d'art. Es va portar en el Centre del Carme de l'IVAM de València el 1994, i estava composta per milers de roses vermelles la degradació de les quals formava part de l'obra.
La perfecció a la qual el títol de l'obra fa referència contrasta amb la degradació de les flors, que inexorablement passen d'un estat a un altre. També es juga amb el fet que l'esfera siga un cos geomètric perfecte, composta per exactament 3333 flors.